# آنجو سوزوکی
آنجو سوزوکی (انگلیسی: Anju Suzuki; ۲۳ سپتامبر ۱۹۶۹ – ) خواننده، و بازیگر اهل ژاپن بود. وی از سال ۱۹۹۰ میلادی تاکنون مشغول فعالیت بوده‌است.